# Spathius femoralis
Spathius femoralis är en stekelart som först beskrevs av John Obadiah Westwood 1882.  Spathius femoralis ingår i släktet Spathius och familjen bracksteklar. Inga underarter finns listade i Catalogue of Life.